# Sergio Sebastiani
Sergio Sebastiani (Montemonaco, 11 d'abril de 1931- Roma, 16 de gener de 2024) fou un cardenal italià que serví com a President de la Prefectura dels Afers Econòmics de la Santa Seu

## Biografia
Es formà inicialment al seminari episcopal d'AscoliPiceno, on ingressà al 1940, i des del 1946 al seminari arxiepiscopal de Fermo. Al 951 es traslladà a Roma, assolint la llicenciatura en teologia per la Pontifícia Universitat Gregoriana i es doctorà en dret canònic per la Pontifícia Universitat Laterana.
Després de rebre l'ordenació presbiteral el 15 de juliol de 1956 de mans de l'arquebisbe de Fermo, Norberto Perini, ingressà a la Pontifícia Acadèmia Eclesiàstica. Al 1950 esdevingué secretari de la nunciatura apostòlica al Perú; al 1962 va ser traslladat a la nunciatura apostòlica de Brasil; i al 1966 a la de Xile.
Al 1967 el substitut de la Secretaria d'Estat, Giovanni Benelli, el reclamà a Roma com a secretari dels cardenals Amleto Cicognani i Jean Villot i a continuació va ser posat al capdavant de la Secretaria del mateix substitut de la Secretaria d'Estat.
Al 1974 va ser nomenat conseller de la nunciatura apostòlica a París i rebé l'encàrrec especial davant el Consell d'Europa.
El 27 de setembre de 1976 va ser nomenat arquebisbe titular de Cesarea deMauritania, pro-nunci apostòlic a Madagascar i pro-nunci apostòlica les Maurici, amb encàrrec de delegat apostòlic a les illes Reunió i a les Comores. Rebé la consagració episcopal el 30 d'octubre de 1976. Des del 8 de gener de 1985 al 15 de novembre de 1994 va ser nunci apostòlic a Turquia.
El 3 de novembre de 1997 va ser nomenat president de la Prefectura dels Afers Econòmics de la Santa Seu, càrrec que ocupà fins al 21 d'abril de 2008.
Va ser elevat al Col·legi de Cardenals pel Papa Joan Pau II al consistori celebrat el 21 de febrer de 2001, rebent el títol de Cardenal diaca de Sant'Eustachio.
Va ser membre de la Congregació per als Bisbes, de la Congregació per al Clergat, de la Congregació per a les Causes dels Sants, del Consell Pontifici per a la Promoció de la Unitat dels Cristians, del Consell Pontifici per al Diàleg Interreligiós i del Tribunal Suprem de la Signatura Apostòlica.
El 21 de febrer de 2011 va optar per l'orde de cardenal prevere, mantenint invariada la diaconia, elevada pro hac vice a títol presbiterial.
L'11 d'abril de 2011, en complir els 80 anys, perdé el dret a votar en qualsevol conclave futur.